# Blåfjella
Blåfjella (v překladu Modré hory) je horský masiv na rozhraní norského kraje Trøndelag a švédského kraje Jämtland. Na západě spadá do širokého údolí řeky Namsen, na východě ho jezero Lenglingen odděluje od pohoří Hestkjølen. Na jihu na něj na švédském území navazuje Sösjöfjällen. Na jihozápadě navazuje na masiv Skjækerfjella, se kterým je společně zahrnut do Národního parku Blåfjella-Skjækerfjella (Blåfjella-Skjækerfjella nasjonalpark).
Pohoří Blåfjella dosahuje nejvyšší výšky stejnojmenným vrcholem Blåfjellet (Modrá hora, 1283 m n. m.) Následují Vestre Brandsfjellet (1072 m) a Fossdalsfjellet (1046 m).
V oblasti žije medvěd hnědý, rys ostrovid, liška polární, rosomák sibiřský, občas lze spatřit i vlka obecného. Z jelenovitých zde žije srnec obecný, jelen lesní a los evropský.